# ゲンセキ
『ゲンセキ』は、2005年4月7日（6日深夜）から同年9月22日（21日深夜）まで、TBS系列で毎週木曜0:25 - 0:55（水曜深夜、JST）に放送されていたお笑いオーディションバラエティ番組である。メインMCはとんねるずの木梨憲武。

## 概要
2005年10月スタートのコント番組『10カラット』のレギュラーを決めるために、無名の若手芸人たちがネタを披露する番組として放送された。2005年9月15日（14日深夜）放送分でレギュラーが決定された（後述）。

## 出演芸人
| 放送日   | ナンバー | 出演芸人           | 所属事務所                   |
| -------- | -------- | ------------------ | ---------------------------- |
| 04月07日 | #001     | U字工事            | アミー・パーク               |
| 04月07日 | #002     | アームストロング   | 吉本興業・東京               |
| 04月14日 | #003     | 我が家             | ワタナベエンターテインメント |
| 04月14日 | #004     | ジャルジャル       | 吉本興業・大阪               |
| 04月21日 | #005     | オリエンタルラジオ | 吉本興業・東京               |
| 04月21日 | #006     | トップリード       | 太田プロダクション           |
| 05月05日 | #007     | コンマニセンチ     | 吉本興業・東京               |
| 05月05日 | #008     | THE GEESE          | 一般募集                     |
| 05月12日 | #009     | じゅんご           | 浅井企画                     |
| 05月12日 | #010     | かげべんけい       | ニュースタッフエージェンシー |
| 05月12日 | #011     | 西海岸's           | 吉本興業・大阪               |
| 05月19日 | #012     | 中山功太           | 吉本興業・大阪               |
| 05月19日 | #013     | ラバーガール       | プロダクション人力舎         |
| 06月02日 | #014     | ア・テンション     | ワタナベエンターテインメント |
| 06月02日 | #015     | 上木総合研究所     | ワタナベエンターテインメント |
| 06月02日 | #016     | クールポコ         | ワタナベエンターテインメント |
| 06月09日 | #017     | オジンオズボーン   | 松竹芸能・大阪               |
| 06月09日 | #018     | 川村エミコ         | ホリプロ                     |
| 06月09日 | #019     | ゆかい犯           | 吉本興業・東京               |
| 06月16日 | #020     | バッドボーイズ     | 吉本興業・東京               |
| 06月16日 | #021     | マチコ             | 浅井企画                     |
| 06月23日 | #022     | イワイガワ         | 浅井企画                     |
| 06月23日 | #023     | けもの道           | 吉本興業・大阪               |
| 06月23日 | #024     | コバヤシ           | 一般募集                     |
| 07月07日 | #025     | プラスマイナス     | 吉本興業・大阪               |
| 07月07日 | #026     | span!              | 吉本興業・大阪               |
| 07月14日 | #027     | にのうらご         | 吉本興業・大阪               |
| 07月14日 | #028     | 楽珍トリオ         | WAHAHA本舗                   |
| 07月14日 | #029     | ロッチ             | ワタナベエンターテインメント |
| 07月14日 | #030     | ヤングキャベツ     | 新潟お笑い集団NAMARA         |
| 07月14日 | #031     | くまだまさし       | 吉本興業・東京               |
| 07月21日 | #032     | ハリセンボン       | 吉本興業・東京               |
| 07月21日 | #033     | ふゆ〜す           | 松竹芸能・東京               |
| 07月21日 | #034     | 小泉エリ&トモ      | 吉本興業・大阪               |
| 07月21日 | #035     | カリカナタ         | ホリプロ                     |
| 07月21日 | #036     | 梅小鉢             | 松竹芸能・大阪               |
| 07月21日 | #037     | サンゴ礁           | 吉本興業・東京               |

## ゲンセキLIVE
LIVE順位
1位オリエンタルラジオ
2位コンマニセンチ
3位バッドボーイズ
4位プラスマイナス
5位アームストロング
6位オジンオズボーン
7位中山功太
8位イワイガワ
9位マチコ
10位ハリセンボン

## 『10カラット』へのレギュラー入りが決定したメンバー（50音順）
1. アームストロング
2. 上木総合研究所
3. オジンオズボーン
4. オリエンタルラジオ
5. コンマニセンチ
6. バッドボーイズ
7. トップリード
8. ハリセンボン
9. プラスマイナス
10. マチコ

以上10組。

## スタッフ
- ナレーター : 山上智
- 構成 : 松井洋介　／　松本真一、柳しゅうへい、有田真平、森、鈴木功治
- TM (テクニカルマネージャー)  : 中澤健
- TD (テクニカルディレクター)  : 丹野至之
- カメラマン : 井原公二
- VE (ビデオエンジニア)  : 島貫洋
- 照明 : 渋谷康治
- 音声 : 近藤彰宏
- 美術プロデューサー : 村上仁之
- セットデザイン : 山口智広、太田卓志
- 美術制作 : 羽田一成
- 装置 : 谷平真二
- 大道具操作 : 石田光
- 装飾 : 深山健太郎
- 電飾 : 吉田ひとみ
- メイク : アートメイク・トキ
- 衣裳 : 軽石真央
- 持道具 : 貞中照美
- VTR編集 : 橋本逸人
- MA : 岩下順
- 音効 : 石川良則
- CG : 笠島久嗣
- TK (タイムキーパー)  : 大島倫子
- デスク : 松崎由美
- AP (アシスタントプロデューサー)  : 鈴木愛子
- ディレクター : 嶋中一人、高橋智大、前川善郎、塩谷泰孝、井手比佐士
- 演出 : 坂本義幸
- プロデューサー : 櫟本憲勝、山地孝英
- CP (チーフプロデューサー)  : 戸髙正啓
- 協力 : 尾崎充（アライバル）
- 制作協力 : G-yama
- 制作 : TBSテレビ
- 製作著作 : TBS